# Lista de municípios do Acre por área
Esta é uma lista dos municípios do estado do Acre, por área territorial. Os dados são do Instituto Brasileiro de Geografia e Estatística (IBGE) e foram atualizados pela Portaria n° 177 de 15 de maio de 2020, publicada no Diário Oficial da União (DOU) em 19 de maio seguinte, tomando-se por base a divisão territorial do Brasil em 30 de abril de 2019.
| Posição          | Município            | Área (km²) | % do estado |
| ---------------- | -------------------- | ---------- | ----------- |
| 1                | Feijó                | 27 975,427 | 17,0453     |
| 2                | Sena Madureira       | 23 753,064 | 14,4726     |
| 3                | Senador Guiomard     | 20 171,089 | 12,2902     |
| 4                | Marechal Thaumaturgo | 10 633,137 | 6,4787      |
| 5                | Porto Walter         | 8 834,942  | 5,3831      |
| 6                | Cruzeiro do Sul      | 8 779,407  | 5,3493      |
| 7                | Mâncio Lima          | 8 191,691  | 4,9912      |
| 8                | Porto Acre           | 6 443,829  | 3,9262      |
| 9                | Rodrigues Alves      | 6 145,612  | 3,7445      |
| 10               | Manoel Urbano        | 5 453,034  | 3,3225      |
| 11               | Jordão               | 5 357,282  | 3,2642      |
| 12               | Tarauacá             | 5 347,467  | 3,2582      |
| 13               | Assis Brasil         | 4 974,174  | 3,0307      |
| 14               | Brasiléia            | 3 916,505  | 2,3863      |
| 15               | Rio Branco           | 3 076,952  | 1,8748      |
| 16               | Bujari               | 3 034,869  | 1,8491      |
| 17               | Xapuri               | 2 604,897  | 1,5872      |
| 18               | Santa Rosa do Purus  | 2 322,041  | 1,4148      |
| 19               | Plácido de Castro    | 1 943,85   | 1,1844      |
| 20               | Acrelândia           | 1 807,953  | 1,1016      |
| 21               | Capixaba             | 1 701,973  | 1,037       |
| 22               | Epitaciolândia       | 1 654,769  | 1,0082      |
| Área média (km²) | Área média (km²)     | 7 460,1801 | 7 460,1801  |